# Romeo Rolador
Romeo Rolador is een Surinaams taekwondoka en sportbestuurder. Hij heeft de 6e dan en is sinds 2002 voorzitter van de Surinaamse Taekwondo Associatie.

## Biografie
Romeo Rolador maakte deel uit van de beginnersgroep van taekwondoleerlingen van Terry Agerkop, waarin zich ook Eric Lie en Frank Doelwijt bevonden. Hij kreeg zijn eerste lessen in 1968 en begon zelf leerlingen op te leiden vanaf 1977. Hij heeft de 6e dan. (stand 2009)
Hij werd op 15 maart 2002 benoemd tot voorzitter van de Surinaamse Taekwondo Associatie. Deze functie bekleedt hij tegenwoordig nog. (stand 2019) Tevens fungeert hij als technisch adviseur van de Taekwondo Hall of Fame.